# Helmer Hanssen
Pour les articles homonymes, voir Hanssen.
Helmer Julius Hanssen (24 septembre 1870-2 août 1956) est un explorateur polaire norvégien, l'un des cinq premiers hommes à avoir atteint le pôle Sud au sein de l'expédition Amundsen.

## Biographie
Helmer Hanssen est né à Bjørnskinn, un petit village dans le nord de la Norvège. Il est un pilote de glace expérimenté, ayant beaucoup exploré les alentours du Svalbard en chassant des phoques.
De 1903 à 1905 il fait partie de l'expédition de Roald Amundsen à travers le passage du Nord-Ouest en tant que second sur le navire Gjøa. C'est pendant cette expédition qu'il apprend des Inuits comment utiliser des chiens d'attelage. Il relève aussi durant l'été 1904 la côte est de l'île Victoria jusqu'au 72° N. 
En 1910 il fait partie de l'équipe d'Amundsen au pôle Sud en tant qu'expert en traîneaux à chiens. Il est également le responsable de la navigation et de la boussole lorsqu'il est sur son traîneau.
Il arrive au pôle Sud le 14 décembre 1911 avec Roald Amundsen, Olav Bjaaland, Oscar Wisting et Sverre Hassel. On pense qu'au cours de cette expédition, Hanssen fut celui qui serait passé le plus près du pôle Sud mathématique, à moins de 180 m[réf. nécessaire]. Cela est survenu pendant l'une des expéditions à ski qu'Amundsen a ordonné afin de s'assurer d'avoir bien tourné autour du pôle et ne pas laisser de doute quant à la réussite de son expédition.
En 1919 Hanssen part au nord du Cercle Arctique avec Amundsen en tant que capitaine du navire Maud pendant une autre expédition vers le passage du Nord-Ouest.
En 1936 il publie son autobiographie, The Voyages of a Modern Viking (« Les Voyages d'un Viking moderne ») chez la maison d'édition Rutledge de Londres.

## Récompenses et distinctions
On lui décerne la croix de chevalier de l'ordre de Saint-Olav pour ses mérites lors de ses expéditions vers les régions polaires.

## Postérité
Dans le film historique et biographique norvégien Voyage au bout de la Terre (Amundsen), réalisé par Espen Sandberg et sorti en 2019, son rôle est interprété par Mads Sjøgård Pettersen (en).